# Pseudopedaria villiersi
Pseudopedaria villiersi är en skalbaggsart som beskrevs av Walter 1984. Pseudopedaria villiersi ingår i släktet Pseudopedaria och familjen bladhorningar. Inga underarter finns listade i Catalogue of Life.